# 桐城市博物馆
桐城市博物馆，又称安徽中国桐城文化博物馆，位于安徽省桐城市龙眠中路2号，馆址设在安徽省重点文物保护单位桐城文庙内。

## 历史
该馆建立于1984年4月，占地面积约15000平方米，既是地方综合性博物馆，又是中国三级博物馆，年均接待观众约4万多人次。